# /dev/zero
Dans les systèmes d'exploitation de type Unix, /dev/zero est un pseudo périphérique spécial qui renvoie uniquement le caractère null (ASCII NUL, 0x00) lors d'une lecture. Ce périphérique est souvent utilisé pour fournir un flux de données afin d'écraser des informations. Il peut aussi être utilisé pour initialiser un fichier d'une taille donnée. Enfin, l'usage de mmap avec /dev/zero est équivalent à l'allocation de mémoire anonyme.
Supprimer des données sur une partition :
```
dd
 
if
=
/dev/zero
 
of
=
/dev/partition

```

Créer un fichier d'une taille de 1 Mio contenant uniquement des caractères NULL et nommé « foobar » :
```
dd
 
if
=
/dev/zero
 
of
=
foobar
 
count
=
1024
 
bs
=
1024

```

Comme /dev/null, /dev/zero peut aussi être utilisé comme destination pour un flux de données. Toute écriture vers /dev/zero s'effectuera sans erreur mais ne fera rien de plus.